# Épuisement des adresses IPv4
Distribution de l'espace d'adressage IPv4. Le 3 février 2011, il ne reste plus aucun bloc d'adresses libre au niveau de l'IANA.
- Réservé (13,7 %)
- Historique (35,9 %)
- RIPE NCC (13,7 %)
- AfriNIC (1,6 %)
- ARIN (14,1 %)
- APNIC (17,6 %)
- LACNIC (3,5 %)

Épuisement des adresses IPv4 depuis 1995. La courbe RIR indique les blocs assignés par les registres Internet régionaux aux registres locaux. La différence entre les deux courbes représente la quantité d'adresses libres dont les RIR disposent.

Taux d'assignation des adresses IP par registre Internet régional en moyenne par trimestre.

La croissance du nombre d'utilisateurs et de serveurs d'Internet s'accompagne d'un épuisement des adresses IPv4, c'est-à-dire de la diminution progressive de la quantité d'adresses IPv4 publiques disponibles. Cet épuisement menace la croissance du réseau internet. En février 2011, la réserve de blocs libres d'adresses publiques IPv4 de l'Internet Assigned Numbers Authority (IANA) est arrivée à épuisement.
Mais ces blocs sont alloués aux registres Internet régionaux (RIR), qui ont leur propre niveau de gestion et de disponibilité. Le RIR européen (le RIPE NCC) annonce qu'il n'a plus de plages disponibles le 6 novembre 2019.

## Causes
Une adresse IP comporte 32 bits, ce qui permet de créer jusqu'à 4 milliards (4 294 967 296 = (232)) de numéros. Certaines adresses ne sont cependant pas assignables à des ordinateurs parce qu'elles sont réservées à des usages particuliers (comme les adresses de groupe multicast ou le bloc 240.0.0.0/4 en notation CIDR).
D'autre part, la technique d'assignation aux utilisateurs ne permet pas d'utiliser toutes les adresses possibles en raison de contraintes liées au découpage en sous-réseaux.
L'économie des adresses IP n'a pas été une préoccupation du début d'Internet. Certaines entreprises se sont vu attribuer [par qui ?] des blocs /8 (soit 16 millions d'adresses) ou /16 (65536 adresses) qui dépassaient souvent largement leurs besoins réels. La notion de classe d'adresse IP, en vigueur dans les années 1980 et jusqu'au début des années 1990, a abouti à une sous-utilisation de l'espace disponible car il était fréquent qu'une classe C (une plage de 256 adresses) soit attribuée à un réseau de quelques ordinateurs.
La multiplication des équipements mobiles et connectés en permanence a également augmenté la demande en adresses.

## Remèdes
Plusieurs techniques ont été proposées pour résoudre le problème ou repousser l'échéance de l'épuisement complet des adresses IP :
- l'adressage classless a permis une meilleure efficacité dans l'utilisation des adresses IP ;
- les registres Internet régionaux (RIR) ont développé des politiques d'assignation d'adresses plus contraignantes, qui tiennent compte des besoins réels à court terme. L'assignation de blocs d'adresses plus petits diminue cependant l'efficacité de l'agrégation des adresses ;
- Utilisation de système tel que SNI pour installer plusieurs certificats sur la même adresse IP ;
- IPv6, la nouvelle version du Protocole Internet développée dans ce but pendant les années 1990, et dont la capacité d'adressage est considérable ;
- NAT, qui permet à de nombreux ordinateurs d'un réseau privé de partager une adresse publique, mais qui nuit au bon fonctionnement de certains protocoles ;
- l'utilisation de blocs d'adresses autrefois réservés (comme 14.0.0.0/8) ;
- la récupération, sur base volontaire, des blocs attribués généreusement autrefois ;
- la récupération des blocs assignés autrefois et qui ne sont pas annoncés sur Internet ;
- le commerce de blocs d'adresses IP dans un marché entre clients, prédit par certains[3],[4].

### Récupération de blocs d'adresses
Pour reporter l'échéance de l'épuisement, l'IANA a réutilisé des blocs autrefois réservés (comme 14.0.0.0/8).
Plusieurs propositions en vue de réutiliser le bloc 240.0.0.0/4 (autrefois désigné sous le nom de classe E) ont vu le jour,. Ces propositions n'ont cependant pas abouti, de nombreux routeurs et systèmes d'exploitation étant incompatibles avec celles-ci,,.
La RFC 1917 est un appel à restituer les blocs d'adresses inutilisés à l'IANA. L'université Stanford a ainsi restitué le bloc 36.0.0.0/8 à l'IANA en 2000 et Interop a fait de même pour le bloc 45.0.0.0/8 en 2010. En raison de la demande importante en adresses, ces restitutions volontaires ne modifient pas significativement les estimations de l'épuisement complet des adresses IP.
En janvier 2011, la proportion d'adresses allouées mais qui ne sont pas routées sur Internet est estimée à 34,6 %. Ceci ne signifie cependant pas nécessairement que ces adresses ne sont pas utilisées. La restitution de blocs d'adresses peut donc conduire à une renumérotation IP à l'intérieur du réseau, ce qui peut dans certains cas représenter des coûts importants.

### IPv6

Schéma de fonctionnement d'un tunnel statique.

Depuis la fin du XXe siècle, IPv6 est proposé comme solution pour faire face à la pénurie des adresses IPv4. Lors d'une première phase de transition (dite double pile ou dual stack), les ordinateurs disposent à la fois d'une adresse IPv4 et d'une adresse IPv6 et utilisent l'une ou l'autre adresse en fonction de la destination voulue. Ceci ne contribue pas à la diminution de la demande en adresse IPv4 mais permet aux ordinateurs qui ne disposent que d'une adresse IPv6 de continuer à accéder aux services disponibles sur Internet.
Certains fournisseurs d'accès à Internet fournissent une adresse IPv6 à leurs clients particuliers en plus de l'adresse IPv4 à partir de la passerelle chez le client. Dans ce cas, la connectivité IPv6 est fournie de façon transparente grâce à la configuration automatique d'IPv6 dans les systèmes d'exploitation.
Si la connectivité IPv6 n'est pas disponible dans le réseau local, on peut faire usage de tunnels IPv6 dans IPv4. Les méthodes 6to4, 6rd ou Teredo fournissent un moyen de configurer ces tunnels dynamiquement. Il existe également des fournisseurs de tunnel tels que SixXS, Freenet6, Hurricane Electric qui permettent de configurer un tunnel IPv6/IPv4 de façon explicite.
La communication d'ordinateurs ne disposant que d'une adresse IPv6 avec l'internet IPv4 représente un défi technique. Une solution proposée est de faire usage d'une passerelle applicative couplée au DNS, ce qui cause des problèmes opérationnels.

### NAT à grande échelle

NAT à grande échelle.

Pour assurer la continuité de l'accès à Internet en dépit de l'épuisement des adresses IPv4, les opérateurs envisagent le déploiement de traducteurs d'adresse à grande échelle (Large Scale NAT, Carrier-Grade NAT). Une adresse publique serait ainsi partagée par de nombreux clients simultanément.
Cependant, certains protocoles et certaines applications, notamment p2p et les tunnels, pourraient ne plus fonctionner correctement. De plus, cela ne facilitera en rien l'accès aux réseaux et sites internet purement IPv6 lorsque leur nombre commencera à être significatif.

## Historique et conséquences

Évolution des réserves de chacun des RIR depuis 2011.

En 1994, le groupe Address Lifetime Expectations de l'IETF prévoyait que l'épuisement des adresses IP se produirait entre 2005 et 2011.
Le 25 juin 2010, la Commission européenne et l'IANA indiquaient que les blocs libres pourraient être épuisés dès la fin de l'année 2010 en raison de la demande élevée d'adresses IPv4 dans la zone Asie-Pacifique en 2010.
Le 3 février 2011, l'IANA a annoncé que les cinq derniers blocs /8 libres ont été attribués aux cinq registres Internet régionaux (RIR)  et que, par conséquent, les blocs libres sont épuisés. L'IANA prévoit que les RIR commenceront à manquer d'adresses disponibles à assigner aux registres Internet locaux (LIR) au cours de l'année 2011, et que certains LIR ne seront plus en mesure d'attribuer de nouvelles adresses IPv4 au cours de l'été 2012.
Le 15 avril 2011, APNIC a annoncé avoir commencé les assignations dans son dernier bloc d'adresses libre, et que par conséquent les assignations seront d'une taille /22 (1024 adresses) désormais. Le RIPE NCC a fait de même le 14 septembre 2012. ARIN a assigné son dernier bloc /24 le 24 septembre 2015.
Le 6 novembre 2019, le RIPE NCC annonce la pénurie d'IPv4 dans son registre.
Depuis, chaque opérateur soit achète des plages d'adresses libérées à un tarif de plus en plus haut, soit fait durer ses stocks comme il peut.
L'effet de l'épuisement pour l'utilisateur final ne sera pas immédiat : un utilisateur qui dispose d'une adresse IPv4 continuera à pouvoir accéder à Internet en IPv4 comme auparavant. Cependant, au fur et à mesure que des blocs IPv6 seront assignés pour les nouvelles demande d'adresses, il pourrait ne plus avoir accès aux ordinateurs qui ne disposeraient que d'une adresse IPv6 à moins d'utiliser à la fois une adresse IPv4 et IPv6 ou d'utiliser une technique de transition.
L'allocation de leur dernier bloc /8 par les RIR, dans une période appelée IPv4 endgame, fera l'objet d'une politique spéciale pour permettre une attribution équitable. Le RIPE NCC prévoit de n'attribuer qu'un seul bloc /22 (soit 1024 adresses) à chaque registre Internet local et ce seulement pour autant qu'il ait déjà obtenu un bloc IPv6.